# Lesbos (gmina)
Lesbos (gr. Δήμος Λέσβου, Dimos Leswu) – gmina w Grecji, w administracji zdecentralizowanej Wyspy Egejskie, w regionie Wyspy Egejskie Północne, w jednostce regionalnej Lesbos. W jej skład wchodzi między innymi wyspa Lesbos. Siedzibą gminy jest Mitylena. W 2011 roku liczyła 86 436 mieszkańców. Powstała 1 stycznia 2011 roku w wyniku połączenia dotychczasowych gmin: Ajasos, Ajia Paraskiewi, Jera, Eresos - Andisa, Ewerjetulas, Kaloni, Lutropoli Termi, Mandamados, Mitimna, Mitilini, Petra, Plomari i Polichnitos.